# Ernst Haeckel
Ernst Heinrich Philipp August Haeckel (Potsdam, na Prússia, Alemanha, 16 de fevereiro de 1834 – Jena, 9 de agosto de 1919) foi um biólogo, naturalista, filósofo, médico, professor e artista alemão que ajudou a popularizar o trabalho de Charles Darwin e um dos grandes expoentes do cientificismo positivista. Descreveu e nomeou várias espécies novas, mapeou uma árvore genealógica que relaciona todas as formas de vida. As contribuições de Haeckel à zoologia eram uma mistura de pesquisa e especulação, ampliou as ideias de seu mentor, Johannes Peter Müller, argumentando que os estágios embrionários em um animal recapitulam a história de sua evolução, e, portanto, a ontogenia é a recapitulação da filogenia. Foi médico e um artista versado em ilustração que se tornaria professor em anatomia comparada. Foi dos primeiros a considerar a psicologia como um ramo da fisiologia. Propôs alguns termos utilizados frequentemente como filo, ecologia, antropogenia, filogenia e Reino Protista em 1866. Os seus principais interesses recaíram nos processos evolutivos e de desenvolvimento e na ilustração científica. O seu livro Kunstformen der Natur é um conjunto de ilustrações de diversos grupos de seres vivos.

## Biografia

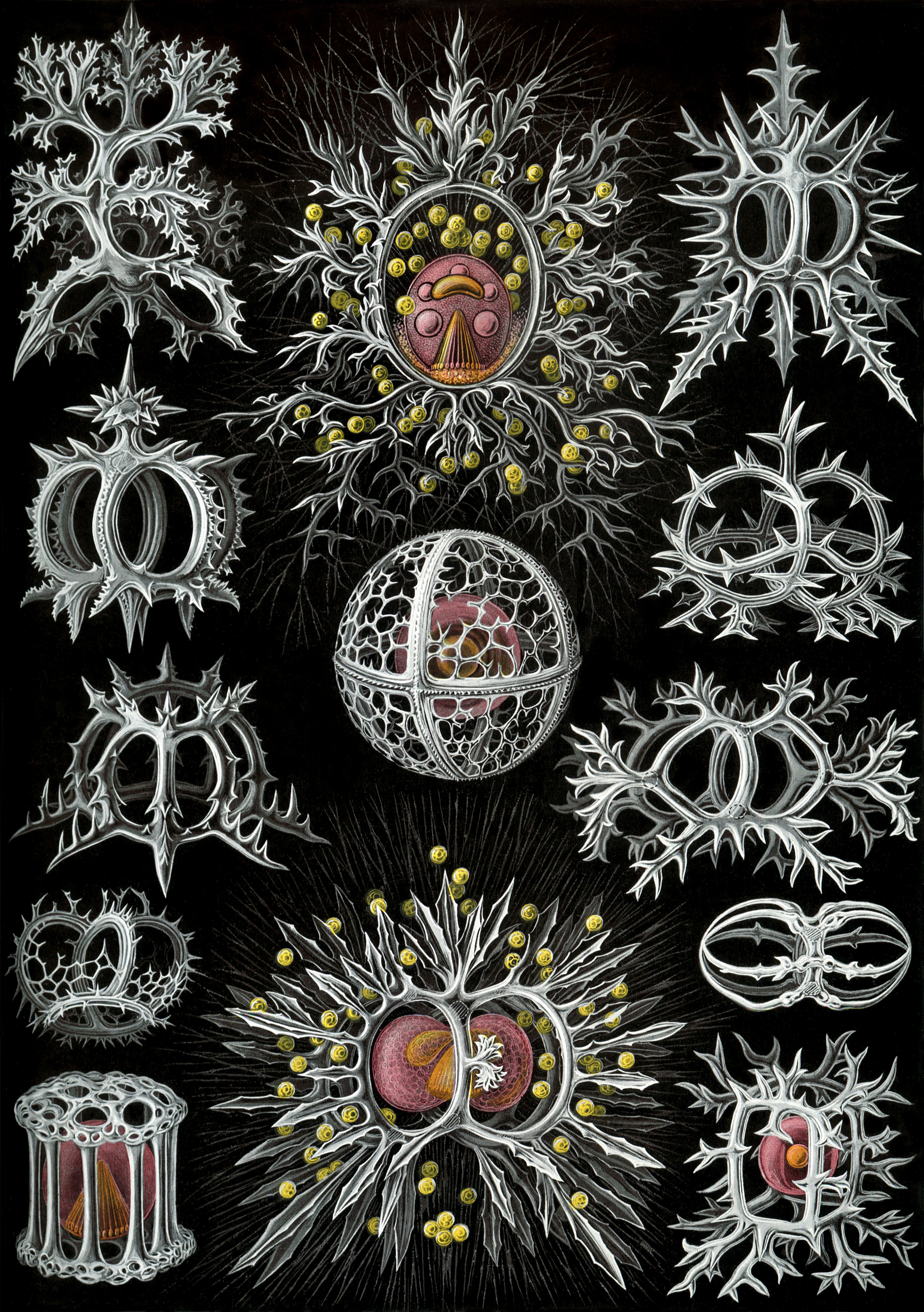
Gravura de Radiolários da superfamília Stephoidea de Kunstformen der Natur, 1904 de Ernst Haeckel

Haeckel cresceu em Merseburg, Alemanha, onde seu pai era funcionário do governo, recebeu uma educação evangélica e estudou na escola de Merseburg "Domgymnasium" até 1852, onde concluiu seus estudos. Estudou medicina nas universidades de Würzburg, Viena e Berlim, onde obteve seu doutorado em 1857. Sua prática médica foi de curta duração, Haeckel abandonou a medicina clínica em 1854 e voltou para a Universidade de Jena. O interesse pelo estudo da anatomia comparada, embriologia e investigações microscópicas, o fez iniciar seus estudos em zoologia marinha, quando em 1854 ele conheceu Johannes Müller, especialista nestes assuntos, que estudou gerações de crustáceos e vermes marinhos. O trabalho foi publicado em 1864 e é considerado a primeira pesquisa que constituiu uma filogenia exaustiva das espécies estudadas partindo da teoria da seleção natural de Darwin e sustentando empiricamente a sua tese sobre a especiação. A morte de Müller frustrou os planos de Haeckel de completar os estudos de anatomia comparada e zoologia em Berlim. Teve seu doutorado orientado pelo anatomista Karl Gegenbaur, que o incentivou a fazer uma viagem ao Mediterrâneo. Os rendimentos desta viagem, feita entre 1859 e 1860, são uma coleção de cerca de 150 radiolários (Protistas ameboides encontrados no oceano formados por uma cápsula interna central, esférica e perfurada, constituída de quitina e ligada a um esqueleto formado por espículas de sílica em forma de agulha) foram a base para a publicação de sua monografia Die Radiolarien dois anos depois. Em 1861, ele foi contratado como professor de anatomia comparada na Faculdade de Medicina da Universidade de Jena, onde após um ano, foi nomeado como professor de Zoologia da Faculdade de Filosofia, e na mesma data, foi promovido a professor e diretor do Instituto de Zoologia, posição que ocupou até 1909. Haeckel se aposentou em 1909 e em 1910, ele retirou-se da igreja evangélica. Com a morte de sua esposa Agnes, em 1915, Haeckel ficou muito fragilizado com uma perna e um braço quebrados. Em 1918 vendeu sua mansão de estilo campestre italiano em Jena que hoje abriga um museu e um instituto de pesquisa em história da ciência. Morreu a 9 de Agosto de 1919 na cidade de Jena, Alemanha.

## Popularização dos trabalhos de Darwin por Haeckel

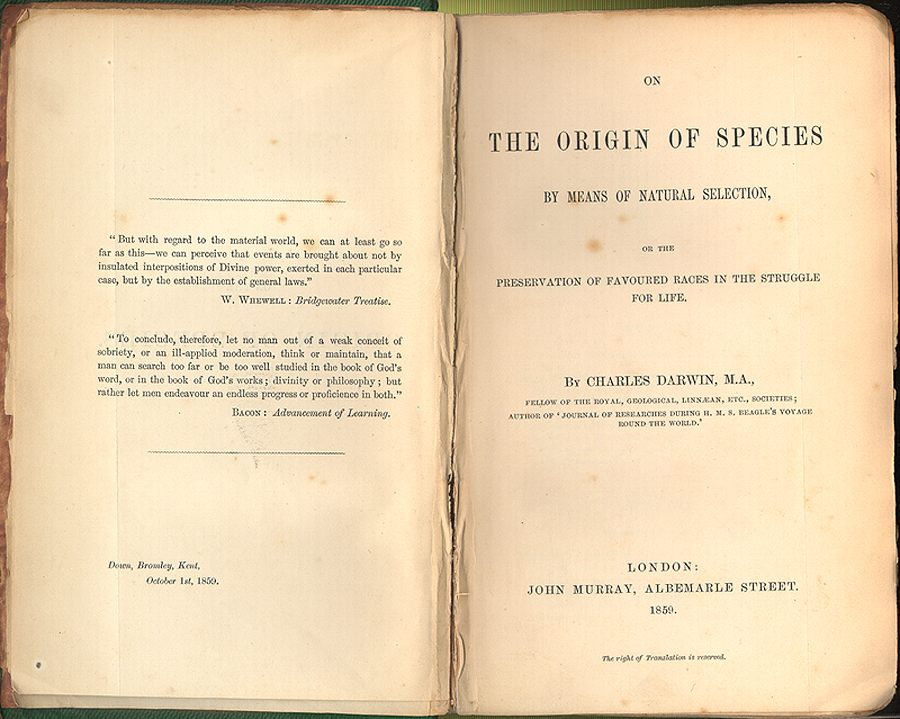
Livro A origem das espécies 1859, Charles Darwin

Em outubro de 1864 em Downe, Inglaterra, Darwin conhece seu mais fervoroso admirador alemão, Ernst Haeckel, que em cartas detalhava o sucesso do darwinismo na Alemanha aumentando substancialmente as contribuições para sua aula com cerca de cento e cinquenta alunos por grupo. Com a leitura de A origem das espécies traduzida para o alemão em 1860, durante um verão onde trabalhava em seu doutorado Ernst Haeckel surpreendeu-se com a argumentação esmagadora de Darwin a respeito da evolução, encontrando a resposta para todas as perguntas que o incomodava desde o início de seus estudos em Biologia. Tratou de debater e expandir por toda Alemanha aquilo que Darwin temia o debate da seleção natural na sociedade, propagou a evolução com fervor evangelístico, não só para a intelectualidade das universidades, mas para o homem comum através de livros populares e para as classes trabalhadoras, através de palestras em salões alugados. Segundo ele, A origem das espécies era um documento político que afetava as visões pessoais, científicas e sociais, de todos. Após a morte de sua esposa Anna em 1864 (Mais tarde Haeckel se casaria novamente em 1867 com Huschke Agnes, a filha de um professor de anatomia de Jena), Haeckel dedica-se afincadamente à reestruturação sistemática de todo o conhecimento biológico tendo como base as linhas do darwinismo. Em 1866 em pouco mais de um ano publica Generelle morphologie (Morfologia geral) que dava maior embasamento sobre os princípios darwinianos.

## Teoria da recapitulação (ou Argumento dos dados embriológicos)

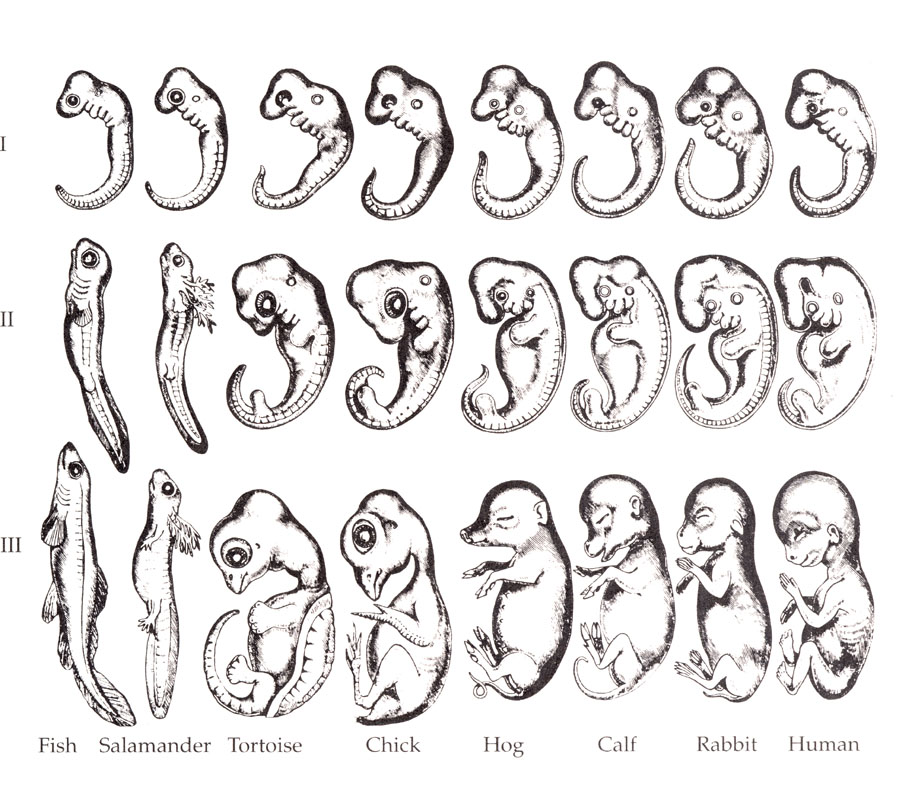
1- Quadro desenvolvimento embrionário Hernst Haeckel

Publicada no ano de 1899, a Lei biogenética fundamental, também conhecida como a ontogenia recapitula a filogenia onde segundo Ernst Haeckel, a ontogenia é a recapitulação curta e rápida da filogenia, condicionada pelas funções fisiológicas de herança (reprodução) e adaptação (nutrição). O indivíduo orgânico (como o indivíduo morfológico da primeira até a sexta ordem) repete, durante o rápido e curto curso de seu desenvolvimento individual, as alterações morfológicas mais importantes do que seus antecessores atravessaram durante o longo e lento curso de sua evolução paleontológica, de acordo com as leis da herança e da adaptação. Ou seja, durante o desenvolvimento embrionário os organismos passavam por estágios de evolução que remetiam a organismos em sua fase adulta, aproximadamente na ordem em que esses organismos divergiram durante a evolução. Por exemplo, Haeckel percebeu que antes de nascer, há um momento em que os seres humanos parecem ter fendas em seus pescoços. Estas fendas parecem com as brânquias nos peixes adultos. Haeckel utilizou isto para dizer que em algum momento na evolução da espécie humana fora um peixe. A teoria da recapitulação (ou Argumento dos dados embriológicos) obteve grande prestígio e aceitação, durante o século XIX exerceu bastante influência.
Haeckel produziu desenhos de embriões que agregavam várias semelhanças entre embriões de espécies relacionadas. Estas formas eram encontradas em muitos livros de biologia, e citadas pelo conhecimento popular. Além disso, Haeckel usou essa evidência para concluir que os brancos eram evolutivamente superiores às pessoas de outras raças que correspondiam a estágios anteriores aos brancos europeus. Uma visão deturpada e racista.

## Rejeição da Teoria da Recapitulação e descoberta da fraude

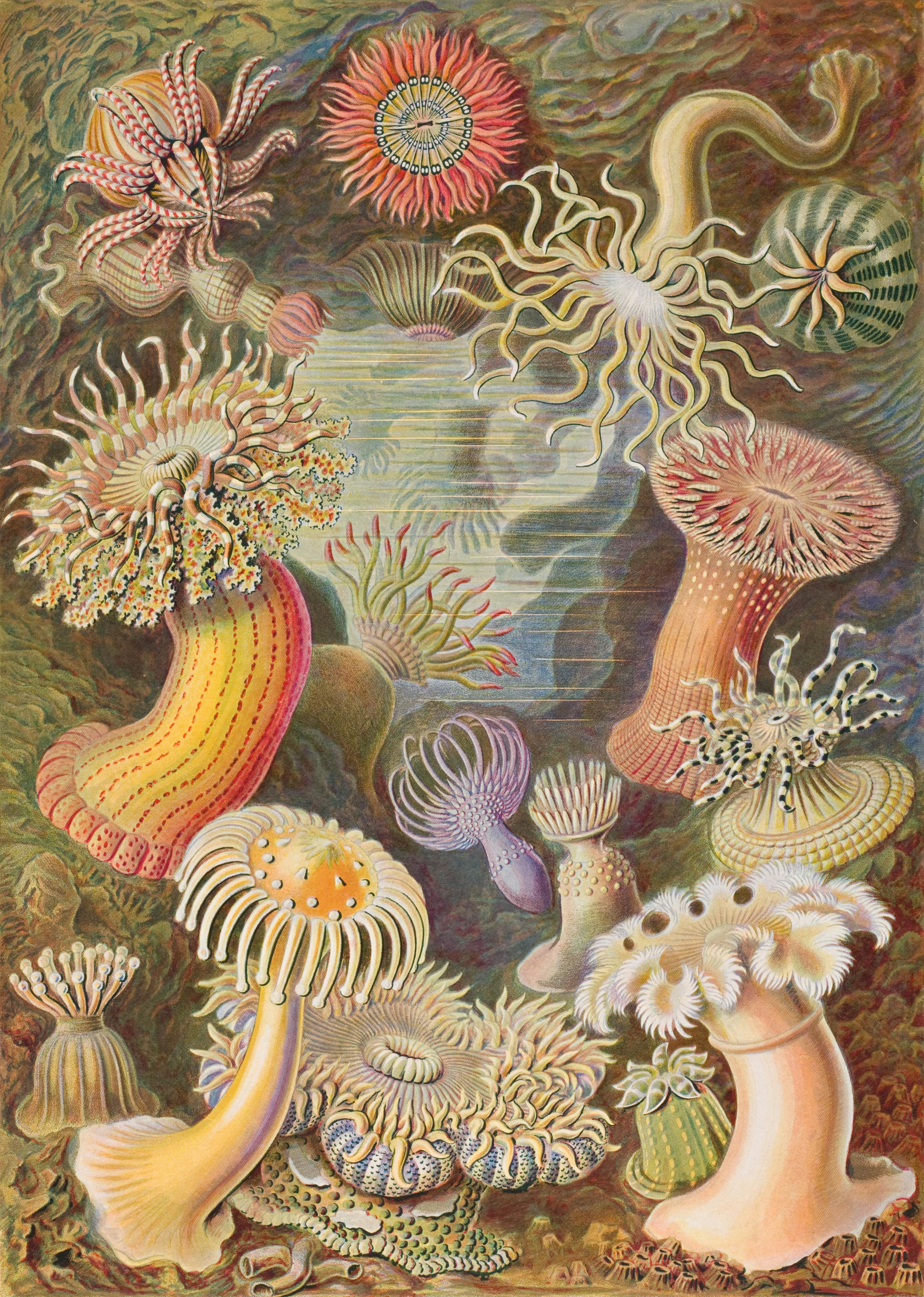
Anêmonas marinhas pintadas por Haeckel para seu livro Kunstformen der Natur, 1904

As observações científicas de Haeckel levaram à proposição de uma ligação entre a ontogenia (desenvolvimento da forma) e a filogenia (descendência evolutiva), mais tarde chamada de teoria da recapitulação e consubstanciada na expressão "a ontogenia recapitula a filogenia". Em 1874, os desenhos dos embriões de Haeckel foram revelados como falsos e ele foi condenado em um tribunal universitário confessando apenas a falsificação de alguns dos desenhos, forjados para dar maior credibilidade. Em 1997, a revista Science, baseada num artigo científico de M. K. Richardson, argumentou que a extensão da fraude era maior. Robert J. Richards, no entanto, num artigo publicado na Biology & Philosophy em 2009, argumenta que tais acusações são baseadas em pressupostos falsos, fazendo parte de uma campanha de descrédito de Haeckel.

## O artista Ernst Haeckel
Apesar da dedicação à vida académica e publicações, Haeckel foi um artista que influenciou gerações de artistas e
cientistas com seu belíssimo trabalho de desenhos biológicos. Haeckel foi influenciado pelo movimento romântico alemão, e procurou retratar a natureza como uma forma de arte em si. Enquanto ele colocou organismos juntos em reinos e classes na tentativa de desvendar a grande árvore da vida usando a ciência, a arte permitiu-lhe colocá-los juntos de uma forma que ele encontrou esteticamente agradável. Mais tarde, seus esboços transformaram-se em mais de 1000 gravuras, 100 das quais foram reunidas no Kunstformen der Natur, publicado na íntegra em 1904 pela revista Nature. Em 1900 na exposição mundial de Paris teve seus desenhos de radiolários compondo o portão da exposição artística. Haeckel também desenvolveu o monismo, uma filosofia segundo a qual política, economia e ética nada mais são do que biologia aplicada. Estabelece um laço entre religião e ciência.

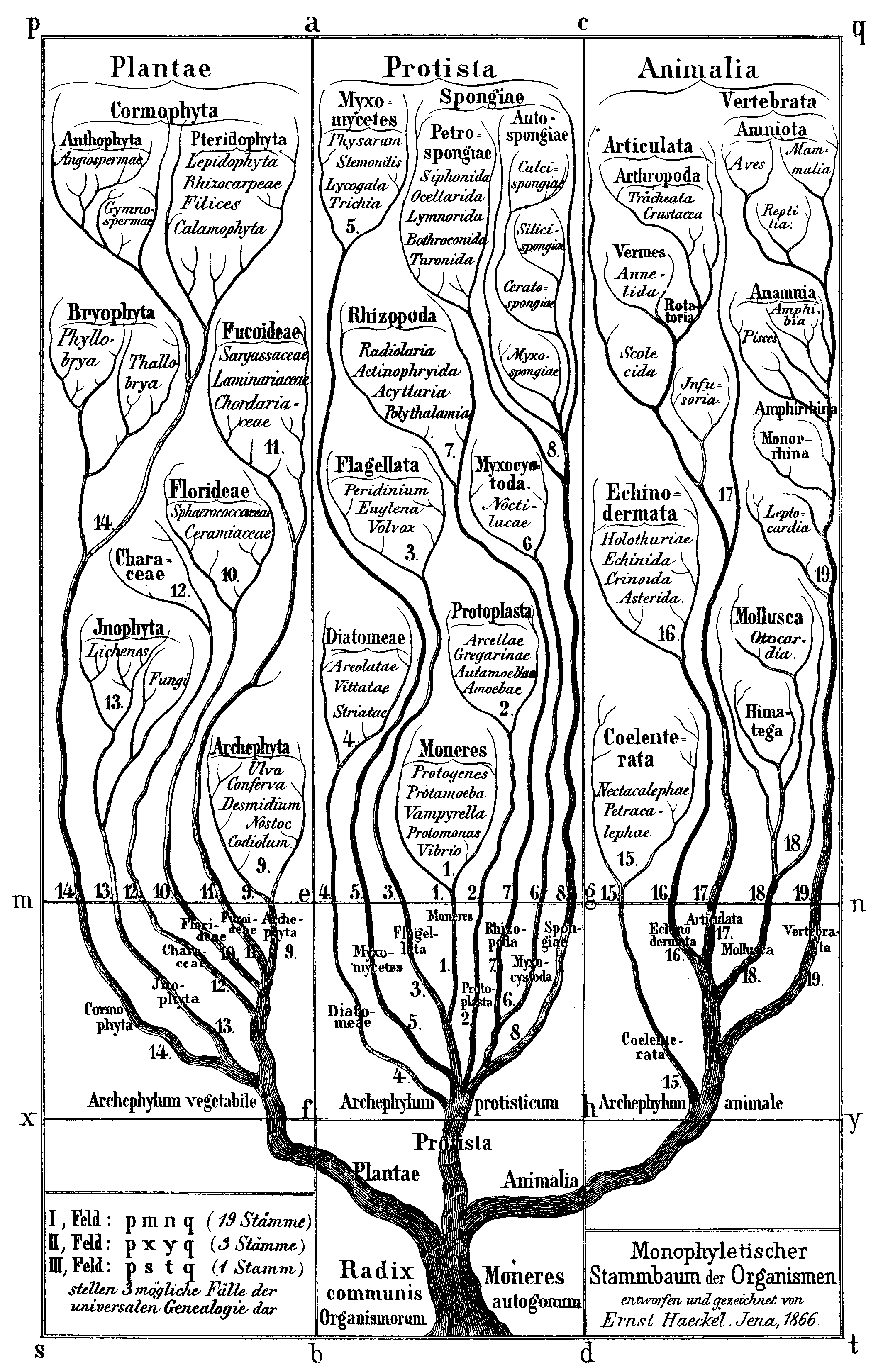
"Monophyletischer Stammbaum der Organismen" de Generelle Morphologie der Organismen (1866) com os três ramos Plantae, Protista, Animalia.

## Publicações
- Über die Eier Scomberesoces. - J. Müllers Archiv für Anatomie und Physiologie. 1855, S. 23–32 Tafel IV, V.
- Aus dem pathologisch-anatomischen Curse des Prof(essor) Virchow in Würzburg. Ueber die Beziehungen des Typhus zur Tuberculose (Teil 1/2). In: Wiener Medizinische Wochenschrift, Jahrgang 1856, (VI. Jahrgang), 5. Jänner 1856, Nr. 1/1856, S. 1/2–5/6 (Online bei ANNO),
  - — (Teil 2/2). In: Wiener Medizinische Wochenschrift, Jahrgang 1856, (VI. Jahrgang), 12. Jänner 1856, Nr. 2/1856, S. 17/18–19/20 (Online bei ANNO)
- Aus dem pathologisch-anatomischen Curse des Prof(essor) Virchow in Würzburg. Fibroid des Uterus. In: Wiener Medizinische Wochenschrift, Jahrgang 1856, (VI. Jahrgang), 16. Februar 1856, Nr. 7/1856, S. 97/98–101/102. (Online bei ANNO)
- De telis quibusdam Astaci fluviatilis. Dissertatio inauguralis histologica, die VII M. Martini A. Berolini, 1857. online
- Über die Gewebe des Flußkrebses. - Müllers Archiv für Anatomie und Physiologie. 1857, S. 469–568 Tafel XVIII, XIX.
- Beiträge zur normalen und pathologischen Anatomie der Plexus chlorioides. - Vierchows Archiv für pathologische Anatomie. Vol. XVI, 1858, S. 253–289, Tafel VIII.
- Über Augen und Nerven der Sterntiere. - Zeitschrift für wissenschaftliche Zoologie. Volume 1859, 1859, S. 183–190 Tafel XI.
- Reiseskitzen aus Sizilien. - Zeitschrift für allgemeine Erdkunde. Vol. VIII, 1860, S. 433–486.
- Über neue lebende Radiolarien des Mittelmeers. - Monatsbericht der Königlichen Akademie der Wissenschaften Berlin. 13. Dez. 1860, S. 794–817.
- Abbildung und Diagnosen neuer Gattungen und Arten von lebenden Radiolarien des Mittelmeers. - Monatsbericht der Königlichen Akademie der Wissenschaften Berlin. 20. Dez. 1860, S. 835–845.
- De Rizopodum finibus et ordinibus. Dissertatio pro venia legendi impetranda in litterarum universitate Jenensi. Die IV. M. Martini 1861, Berlim 1861.
- Die Radiolarien (Rhizopoda radiata). Eine Monographie. Vol. 1 (Text), online und Vol. 2 (Atlas), Berlim 1862, online.
- Über die Entwicklungstheorie Darwins. Öffentlicher Vortrag in der Allgemeinen Versammlung deutscher Naturforscher und Ärzte zu Stettin, am 19. September 1862 (Amtlicher Bericht über die 37. Versammlung S. 17), 1863.
- Beiträge zur Kenntnis der Corycaeiden (Copepoden). - Jenaische Zeitschrift für Medizin und Naturwissenschaft. Volume 1, 1864, S. 61–112, Tafel I–III.
- Beschreibung neuer craspedoter Medusen aus dem Golf von Nizza. Jenaische Zeitschrift für Medizin und Naturwissenschaft. Volume 1, 1864, S. 325–342.
- Die Familie der Rüsselquallen (Medusae Geryonidae). - Jenaische Zeitschrift für Medizin und Naturwissenschaft. Volume 1. 1864, S. 435–469 Tafel XI, XII.
- Über eine neue Form des Generationswechsels bei Medusen und über die Verwandtschaft der Geryoiniden und Äginiden. - Monatsbericht der Berliner Akademie. 1865, S. 85–94.
- Über den Sarcodekörper der Rhizopoden. - Zeitschrift für wissenschaftliche Zoologie. Volume XV. 1865, S. 342–370.
- Über fossile Medusen. - Zeitschrift für wissenschaftliche Zoologie. Volume XV. 1865, S. 504–514.
- Die Familie der Rüsselquallen (Medusae Geryonidae). - Jenaische Zeitschrift für Medizin und Naturwissenschaft. Volume 2. 1865, S. 93–322 (Fortsetzung und Schluss).
- Beiträge zur Naturgeschichte der Hydromedusen. Heft I. Die Familie der Rüsselquallen (Medusae Geryonidae). Eine Monographie. Leipzig 1865. online
- Generelle Morphologie der Organismen. 2 Bände. Berlim 1866 (Online: Vol. 1, Vol. 2).
- Natürliche Schöpfungsgeschichte. Berlim: G. Reimer 1868 (Online). Em inglês The History of Creation (1876; 6a. ed.: New York, D. Appleton and Co., 1914, 2 volumes)
- Anthropogenie oder Entwicklungsgeschichte des Menschen. Leipzig: W. Engelmann 1874. Anthropogenie, oder, Entwickelungsgeschichte des Menschen (em italiano). Torino: UTET. 1895
- Ziele und Wege der heutigen Entwickelungsgeschichte. Leipzig: Dufft 1875. Online
- Arabische Korallen. ein Ausflug nach den Korallenbänken des Rothen Meeres und ein Blick in das Leben der Korallenthiere. Berlim 1876, doi:10.5962/bhl.title.10156.
- Die Perigenesis der Plastidule oder die Wellenerzeugung der Lebenstheilchen. Berlim 1876 (Digitalisat und Volltext im Deutschen Textarchiv).
- Indische Reisebriefe. Berlim, Paetel, 1883. Online
- Systematische Phylogenie. 3 Bände. Berlim 1894–1896 (Online: Vol. 1, Vol. 2, Vol. 3).
- Die Welträthsel. Gemeinverständliche Studien über Monistische Philosophie. Bonn 1899 (Digitalisat und Volltext im Deutschen Textarchiv).
- Kunstformen der Natur. Bibliographisches Institut, Leipzig 1899–1904; 2., verkürzte Auflage 1924 (Online der Universitäts- und Landesbibliothek Düsseldorf).
- Aus Insulinde. Malayische Reisebriefe. Bonn, Strauß, 1901. Online
- Entwicklungsgeschichte einer Jugend. K.J. Köhler, Leipzig 1901. Online
- Die Lebenswunder. Gemeinverständliche Studien über Biologische Philosophie. Ergänzungsband zu dem Buche über die Welträthsel. Alfred Kröner Verlag, Stuttgart 1904. Online em inglês The Wonders of Life
- Der Kampf um den Entwicklungs-Gedanken. Drei Vorträge, gehalten am 14., 16. und 19. April 1905 im Saale der Sing-Akademie zu Berlin. Reimer, Berlim 1905.
- Wanderbilder. Nach eigenen Aquarellen und Ölgemälden. Erste, zweite und dritte Serie. Die Naturwunder der Tropenwelt. Ceylon und Insulinde. Gera-Untermhaus, W. Koehler'sche Verlagsbuchhandlung (1905).
- Kristallseelen: Studien über das anorganische Leben. Alfred Kröner Verlag, Leipzig 1917. Online
- Kunstformen der Natur. Marix, Wiesbaden 2004, ISBN 3-937715-17-7 (nach der Originalausgabe von 1904, neu gesetzt, überarbeitet und eingeleitet).
- Sandalion. Eine offene Antwort auf die Fälschungsanklagen der Jesuiten, 1910. Online
- „Mein Kirchenaustritt“ Zeitschrift „Das freie Wort“, Jahrgang X, Heft Nr. 18 de Dezembro de 1910.
- „Gottnatur“ (Theophysis) – Studien über Monistische Religion, 1914
- „Fünfzig Jahre Stammesgeschichte“, 1916
- Ernst Haeckel: Ausgewählte Briefwechsel. Volume 1. Familienkorrespondenz Februar 1839-Juli 1854, hrsg. und bearb. von Roman Göbel, Gerhard Müller und Claudia Taszus unter Mitarbeit von Thomas Bach, Jens Pahnke und Kathrin Polenz. Steiner, Stuttgart 2017, ISBN 978-3-515-11290-1.